# Crotelles
Crotelles est une commune française située dans le département d'Indre-et-Loire, en région Centre-Val de Loire.

## Géographie
| Saint-Laurent-en-Gâtines | Le Boulay |            |
| Nouzilly                 | Crotelles | Villedômer |
| Monnaie                  |           | Reugny     |

### Hydrographie

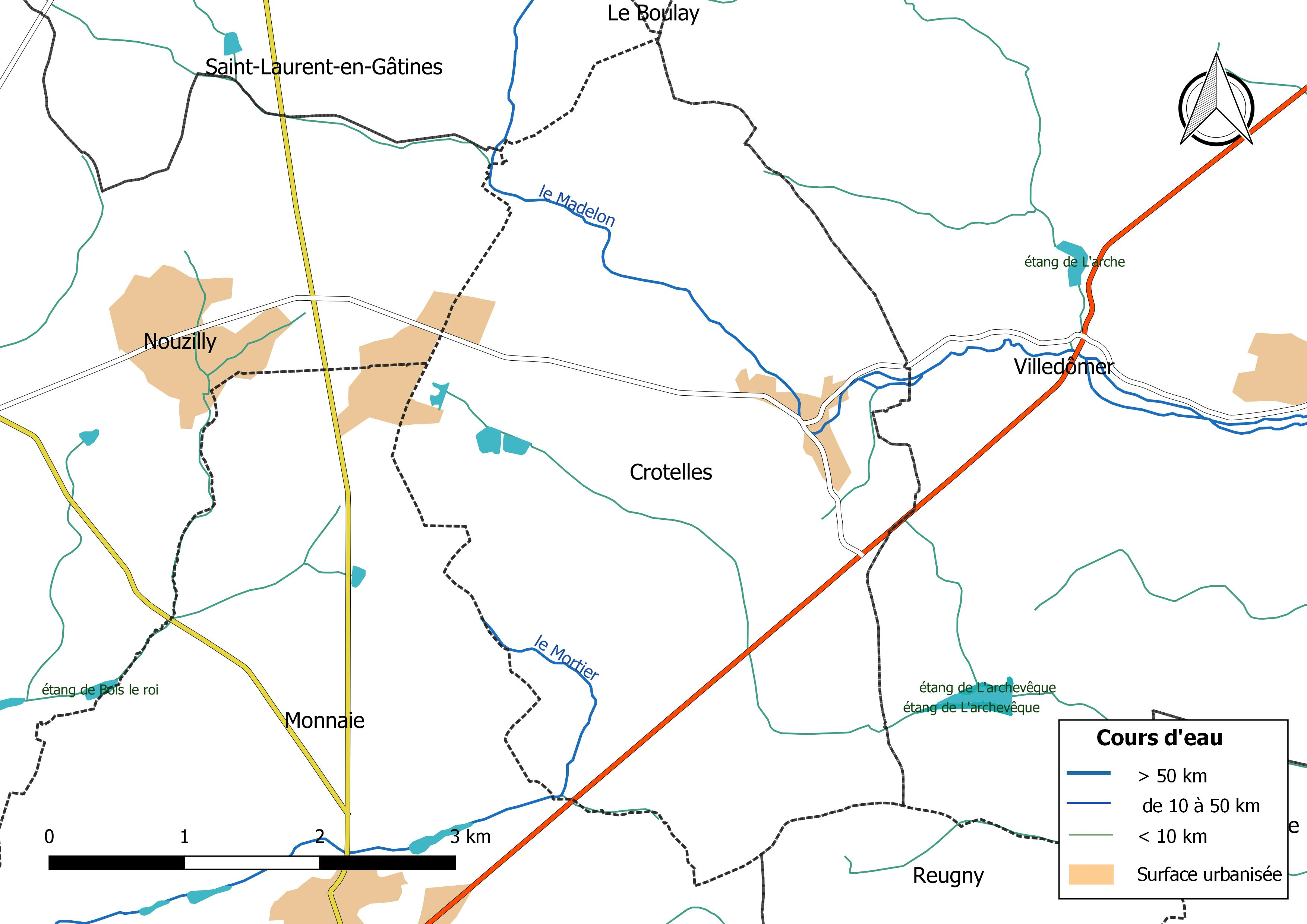
Réseau hydrographique de Crotelles.

Le réseau hydrographique communal, d'une longueur totale de 13,16 km, comprend deux cours d'eau notables, le Madelon (4,492 km) et le Mortier (1,941 km), et quatre petits cours d'eau pour certains temporaires,.
Le Madelon, d'une longueur totale de 13,5 km, prend sa source dans la commune de Saint-Laurent-en-Gâtines et se jette dans la Brenne à Villedômer, après avoir traversé 4 communes.
Ce cours d'eau est classé dans la liste 1 au titre de l'article L. 214-17 du code de l'environnement sur le Bassin Loire-Bretagne. Du fait de ce classement, aucune autorisation ou concession ne peut être accordée pour la construction de nouveaux ouvrages s'ils constituent un obstacle à la continuité écologique et le renouvellement de la concession ou de l'autorisation des ouvrages existants est subordonné à des prescriptions permettant de maintenir le très bon état écologique des eaux.
Sur le plan piscicole, le Madelon est classé en deuxième catégorie piscicole. Le groupe biologique dominant est constitué essentiellement de poissons blancs (cyprinidés) et de carnassiers (brochet, sandre et perche).
Le Mortier, d'une longueur totale de 10,5 km, prend sa source à l'ouest du territoire communal, en limite du Bois Rougeolles, et se jette dans la Choisille à Cerelles, après avoir traversé 4 communes.
Sur le plan piscicole, le Mortier est également classé en deuxième catégorie piscicole.
Une zone humide a été répertoriée sur la commune par la direction départementale des territoires (DDT) et le conseil départemental d'Indre-et-Loire : « la vallée du Ruisseau du Madelon »,.

### Climat
Pour des articles plus généraux, voir Climat du Centre-Val de Loire et Climat d'Indre-et-Loire.
En 2010, le climat de la commune est de type climat océanique dégradé des plaines du Centre et du Nord, selon une étude du CNRS s'appuyant sur une série de données couvrant la période 1971-2000. En 2020, Météo-France publie une typologie des climats de la France métropolitaine dans laquelle la commune est exposée à un climat océanique altéré et est dans la région climatique Moyenne vallée de la Loire, caractérisée par une bonne insolation (1 850 h/an) et un été peu pluvieux.
Pour la période 1971-2000, la température annuelle moyenne est de 11,1 °C, avec une amplitude thermique annuelle de 14,9 °C. Le cumul annuel moyen de précipitations est de 711 mm, avec 10,8 jours de précipitations en janvier et 7 jours en juillet. Pour la période 1991-2020, la température moyenne annuelle observée sur la station météorologique de Météo-France la plus proche, sur la commune de Saint-Laurent-en-Gâtines à 7 km à vol d'oiseau, est de 11,6 °C et le cumul annuel moyen de précipitations est de 769,1 mm,. Pour l'avenir, les paramètres climatiques de la commune estimés pour 2050 selon différents scénarios d'émission de gaz à effet de serre sont consultables sur un site dédié publié par Météo-France en novembre 2022.

## Urbanisme

### Typologie
Au 1er janvier 2024, Crotelles est catégorisée commune rurale à habitat dispersé, selon la nouvelle grille communale de densité à sept niveaux définie par l'Insee en 2022.
Elle est située hors unité urbaine. Par ailleurs la commune fait partie de l'aire d'attraction de Tours, dont elle est une commune de la couronne,. Cette aire, qui regroupe 162 communes, est catégorisée dans les aires de 200 000 à moins de 700 000 habitants,.

### Occupation des sols
L'occupation des sols de la commune, telle qu'elle ressort de la base de données européenne d’occupation biophysique des sols Corine Land Cover (CLC), est marquée par l'importance des territoires agricoles (91,2 % en 2018), une proportion sensiblement équivalente à celle de 1990 (90,6 %). La répartition détaillée en 2018 est la suivante : 
terres arables (84,1 %), zones agricoles hétérogènes (7,1 %), forêts (6,3 %), zones urbanisées (1,6 %), zones industrielles ou commerciales et réseaux de communication (0,9 %). L'évolution de l’occupation des sols de la commune et de ses infrastructures peut être observée sur les différentes représentations cartographiques du territoire : la carte de Cassini (XVIIIe siècle), la carte d'état-major (1820-1866) et les cartes ou photos aériennes de l'IGN pour la période actuelle (1950 à aujourd'hui).

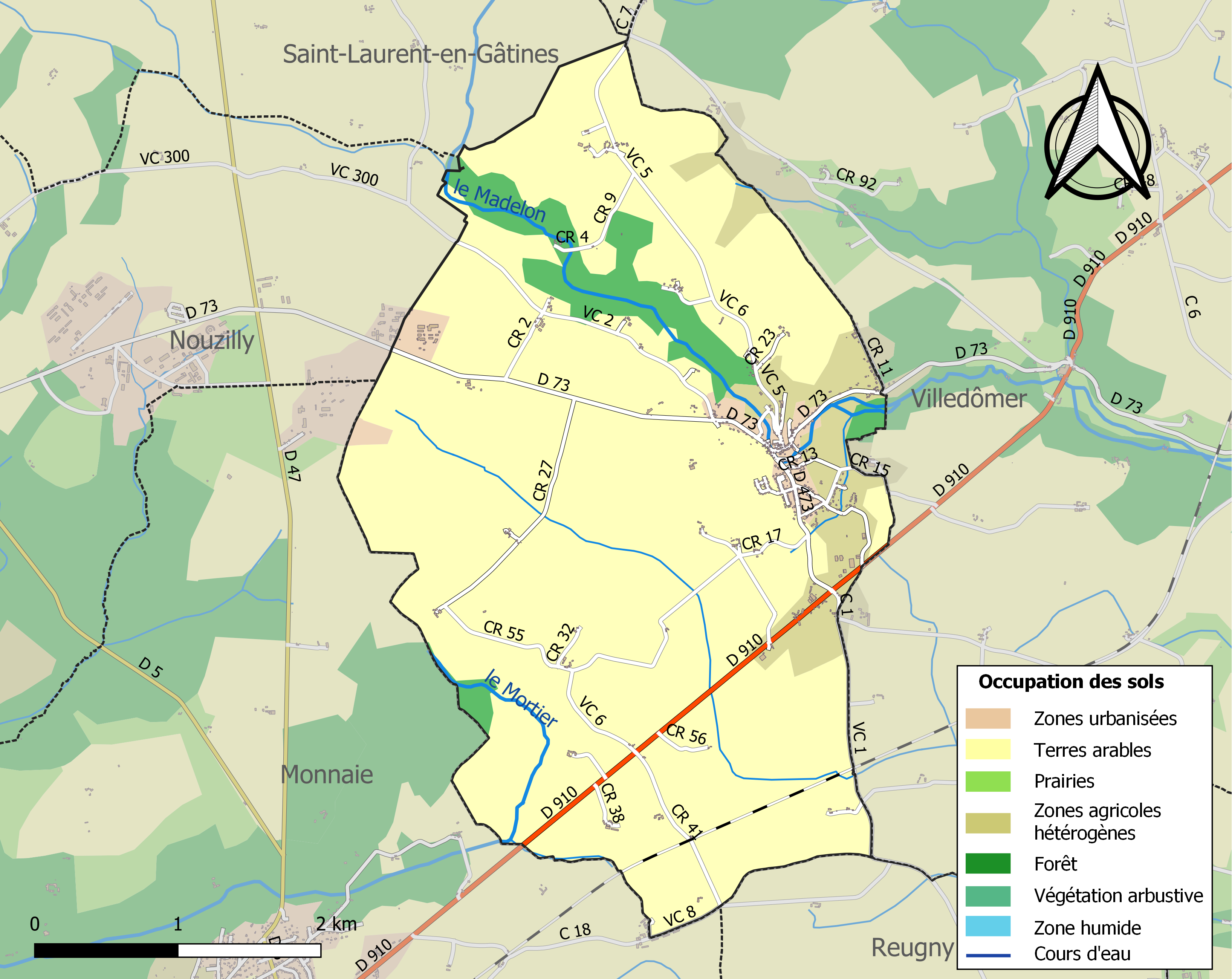
Carte des infrastructures et de l'occupation des sols de la commune en 2018 (CLC).

### Risques majeurs
Le territoire de la commune de Crotelles est vulnérable à différents aléas naturels : météorologiques (tempête, orage, neige, grand froid, canicule ou sécheresse), feux de forêts et séisme (sismicité très faible). Un site publié par le BRGM permet d'évaluer simplement et rapidement les risques d'un bien localisé soit par son adresse soit par le numéro de sa parcelle.
Pour anticiper une remontée des risques de feux de forêt et de végétation vers le nord de la France en lien avec le dérèglement climatique, les services de l’État en région Centre-Val de Loire (DREAL, DRAAF, DDT) avec les SDIS ont réalisé en 2021 un atlas régional du risque de feux de forêt, permettant d’améliorer la connaissance sur les massifs les plus exposés. La commune, étant pour partie dans le massif de Beaumont, est classée au niveau de risque 3, sur une échelle qui en comporte quatre (1 étant le niveau maximal).

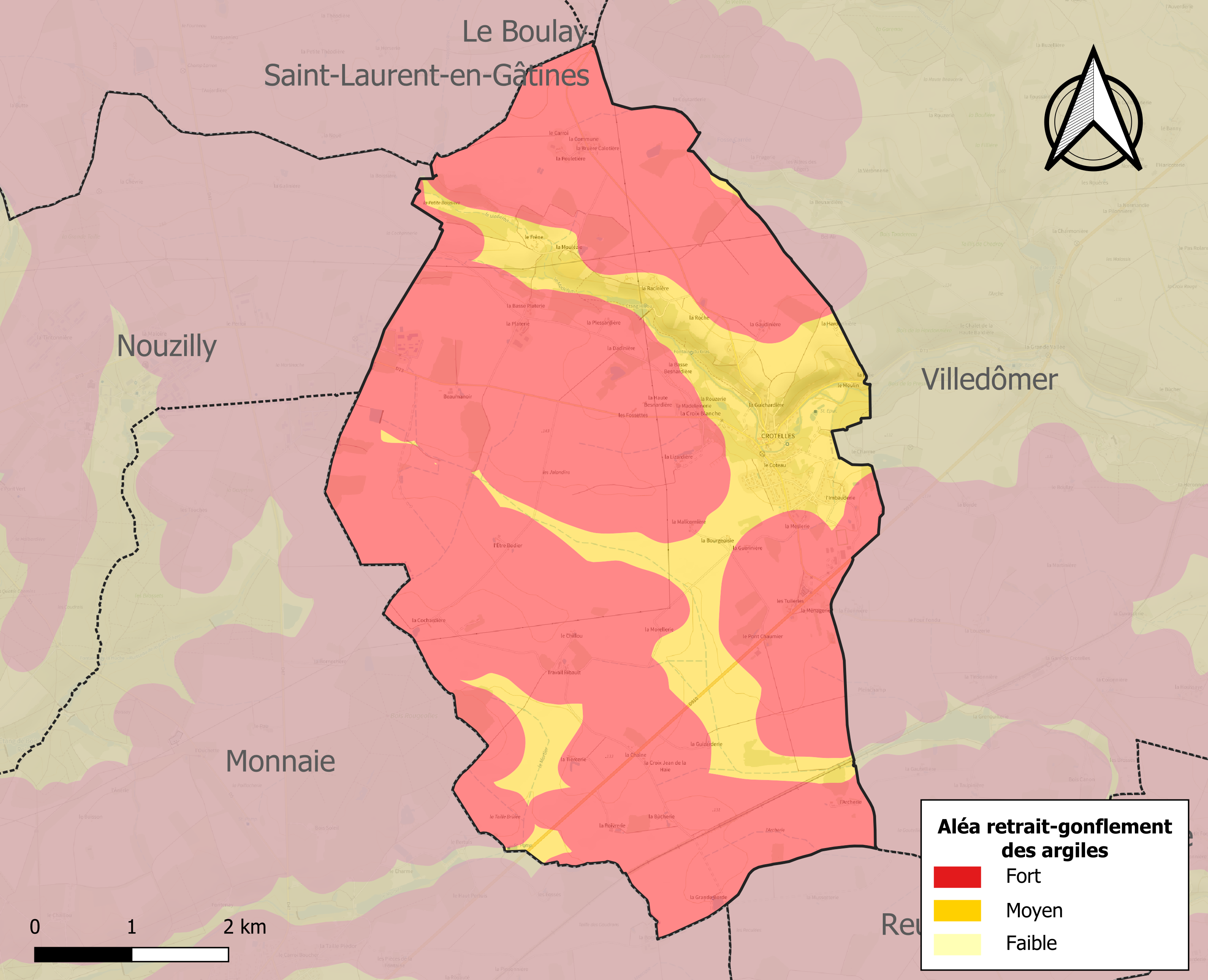
Carte des zones d'aléa retrait-gonflement des sols argileux de Crotelles.

Le retrait-gonflement des sols argileux est susceptible d'engendrer des dommages importants aux bâtiments en cas d’alternance de périodes de sécheresse et de pluie. La totalité de la commune est en aléa moyen ou fort (90,2 % au niveau départemental et 48,5 % au niveau national). Sur les 290 bâtiments dénombrés sur la commune en 2019, 290 sont en aléa moyen ou fort, soit 100 %, à comparer aux 91 % au niveau départemental et 54 % au niveau national. Une cartographie de l'exposition du territoire national au retrait gonflement des sols argileux est disponible sur le site du BRGM,.
Concernant les mouvements de terrains, la commune a été reconnue en état de catastrophe naturelle au titre des dommages causés par des mouvements de terrain en 1999.

## Toponymie
Apud Crotellas, début XIIIe s. (Cartulaire de l’archevêché de Tours, t. 2, p. 312, charte 312) ; Paroisse de Trocelles, 22 décembre 1335 (cartulaire de l’archevêché de Tours, t. 2, p. 112, charte 216) ; Crotelle, août 1480 (Archives Nationales-JJ 208, n° 91, fol. 49) ; Crotelles, décembre 1488 (Archives Nationales-JJ 219, n° 251, fol. 151 v°) ; Crotelle, XVIIIe s. (carte de Cassini).
Du gallo-roman CROTELLA > crotelle « petite grotte » sur crot « grotte » et suffixe diminutif -elle au pluriel, d'où le sens global de « petites grottes »

## Politique et administration
| Période                                  | Période   | Identité         | Étiquette | Qualité |
| ---------------------------------------- | --------- | ---------------- | --------- | ------- |
| mars 2001                                | mars 2008 | Yves Moyer       |           |         |
| mars 2008                                | mai 2020  | Rudolff Foucteau | DVD       | Employé |
| mai 2020                                 | En cours  | Véronique Berger |           |         |
| Les données manquantes sont à compléter. |           |                  |           |         |

## Population et Société

### Démographie
L'évolution du nombre d'habitants est connue à travers les recensements de la population effectués dans la commune depuis 1793. Pour les communes de moins de 10 000 habitants, une enquête de recensement portant sur toute la population est réalisée tous les cinq ans, les populations de référence des années intermédiaires étant quant à elles estimées par interpolation ou extrapolation. Pour la commune, le premier recensement exhaustif entrant dans le cadre du nouveau dispositif a été réalisé en 2005.

En 2022, la commune comptait 651 habitants, en évolution de −6,47 % par rapport à 2016 (Indre-et-Loire : +1,67 %, France hors Mayotte : +2,11 %).
| 1793 | 1800 | 1806 | 1821 | 1831 | 1836 | 1841 | 1846 | 1851 |
| ---- | ---- | ---- | ---- | ---- | ---- | ---- | ---- | ---- |
| 372  | 401  | 410  | 456  | 511  | 514  | 516  | 506  | 455  |

| 1856 | 1861 | 1866 | 1872 | 1876 | 1881 | 1886 | 1891 | 1896 |
| ---- | ---- | ---- | ---- | ---- | ---- | ---- | ---- | ---- |
| 490  | 468  | 466  | 430  | 436  | 448  | 434  | 437  | 434  |

| 1901 | 1906 | 1911 | 1921 | 1926 | 1931 | 1936 | 1946 | 1954 |
| ---- | ---- | ---- | ---- | ---- | ---- | ---- | ---- | ---- |
| 466  | 465  | 435  | 372  | 377  | 372  | 417  | 378  | 355  |

| 1962 | 1968 | 1975 | 1982 | 1990 | 1999 | 2005 | 2006 | 2010 |
| ---- | ---- | ---- | ---- | ---- | ---- | ---- | ---- | ---- |
| 283  | 286  | 380  | 451  | 460  | 530  | 585  | 585  | 640  |

| 2015 | 2020 | 2022 | - | - | - | - | - | - |
| ---- | ---- | ---- | - | - | - | - | - | - |
| 699  | 653  | 651  | - | - | - | - | - | - |

### Enseignement
Crotelles se situe dans l'Académie d'Orléans-Tours (Zone B) et dans la circonscription d'Amboise.
L'école primaire accueille les élèves de la commune. Cette école se nomme l'école du Magdelon, appelée ainsi à la suite d'un vote des élèves en 2004.

## Culture locale et patrimoine

### La Pierre à vinaigre et la croix latine
La Pierre à vinaigre est un bloc de poudingue surmonté d’une croix latine, situé sur une propriété privée non loin de La Racinière, visible depuis le sentier de randonnée qui part de l’église jusqu’à l’étang Hidou en longeant le Magdelon.
La légende, entretenue avec bienveillance jusqu'en 2023, veut que l’abbé Léon Choisnard soit mort en 1874 et qu’en son souvenir, les paroissiens aient édifié une croix latine sur la “Pierre à Vinaigre”.
Léon Choisnard apparaît dans les recensements de Crotelles à partir de 1861. Il est aussi présent en 1866, 1872 où il se déclare né à Tours et jusqu’en 1876... il persiste à être né à Tours. Il n’est donc pas mort en 1874.
Malgré ses déclarations, il est né à Civray (Vienne) le 4 mars 1825 de Pierre Choisnard (professeur de mathématiques au collège de Civray) et de Aimée Adèle Tison. Il a deux frères, eux aussi prêtres desservants : Paul, à Parçay-Meslay et Edmond à Notre-Dame-d’Oé.
Sur le site dédié aux monuments métallurgiques, Madame Gosset analyse l’œuvre:
“ Cette croix a été érigée en mémoire du curé du village, mort en 1874, le 16 juin 1875, date correspondant à la pose de la première pierre du Sacré-Coeur de Montmartre d'où les deux cœurs (cœur de Jésus sur la croix et cœur de Marie transpercé du glaive en dessous (Syméon Luc 2.35)
Le pied de la croix est gravé :
Côté Magdelon
'''16 JUIN 1875
UNION AU VOEU NATIONAL

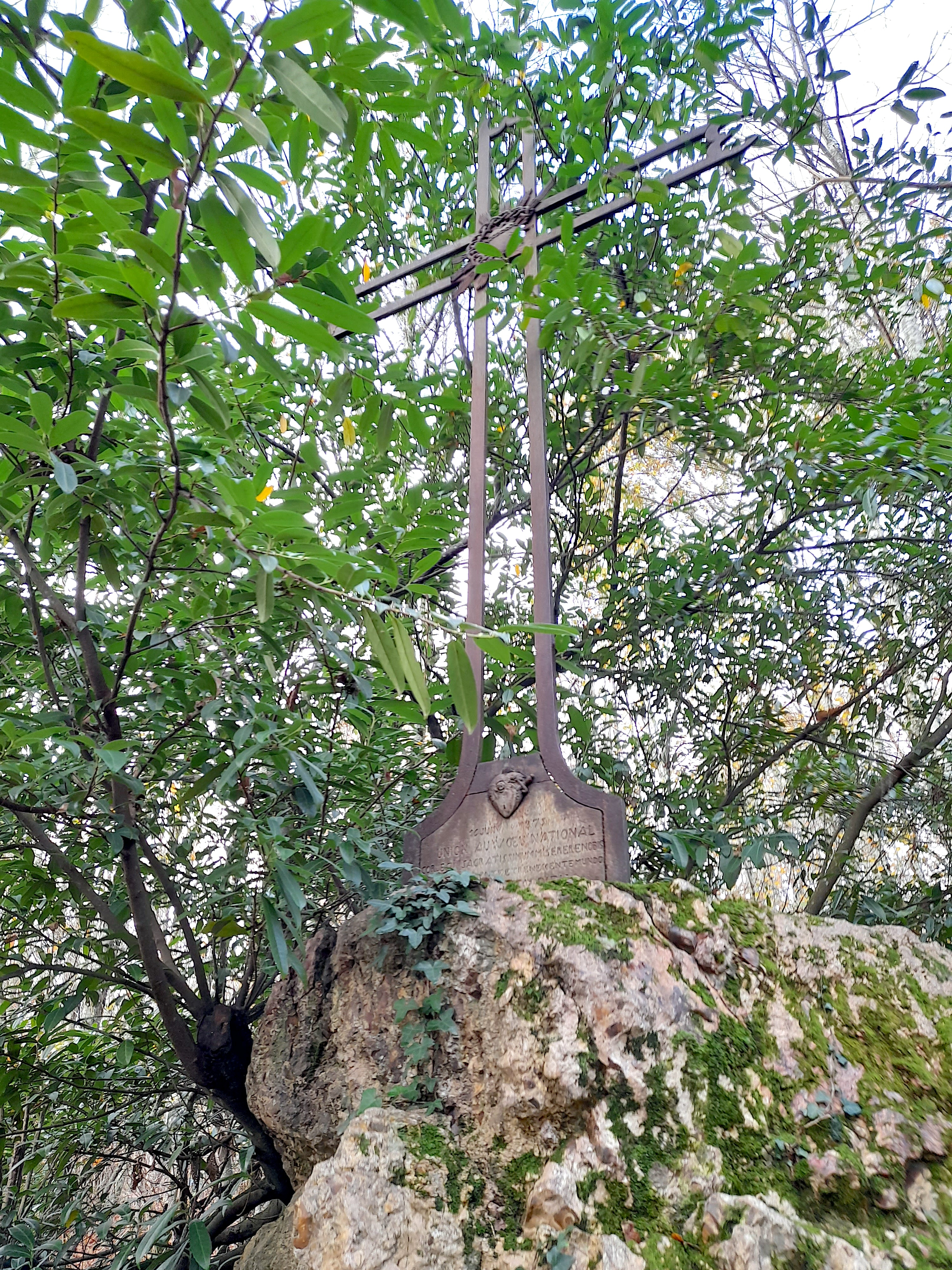
La Pierre à vinaigre et la croix latine en fer forgé

COR JESU SACRATISSIMUM MISERERE NOBIS
REFRIGESCENTE ET RENESCENTE MUNDO
PITIÉ MON DIEU'''
Côté Racinière
'''SOUVENIR DE MR LÉON CHOISNARD
CURÉ DE CETTE PAROISSE ET UNION PERPÉTUELLE
DE  CHARITÉ ET DE PRIÈRES ENTRE LUI
ET SES CHERS PAROISSIENS PRIEZ POUR LUI
SOUVENEZ VOUS DE MOI Ô MON DIEU
POUR LE PEU DE BIEN QUE J’AI FAIT
ET PARDONNEZ MES PÉCHÉS SELON
L’ÉTENDUE DE VOTRE MISÉRICORDE
AUGEREAU MARÉCHAL À CROTELLES
CHARCUTIER GANNIER PROPRIÉTAIRE'''

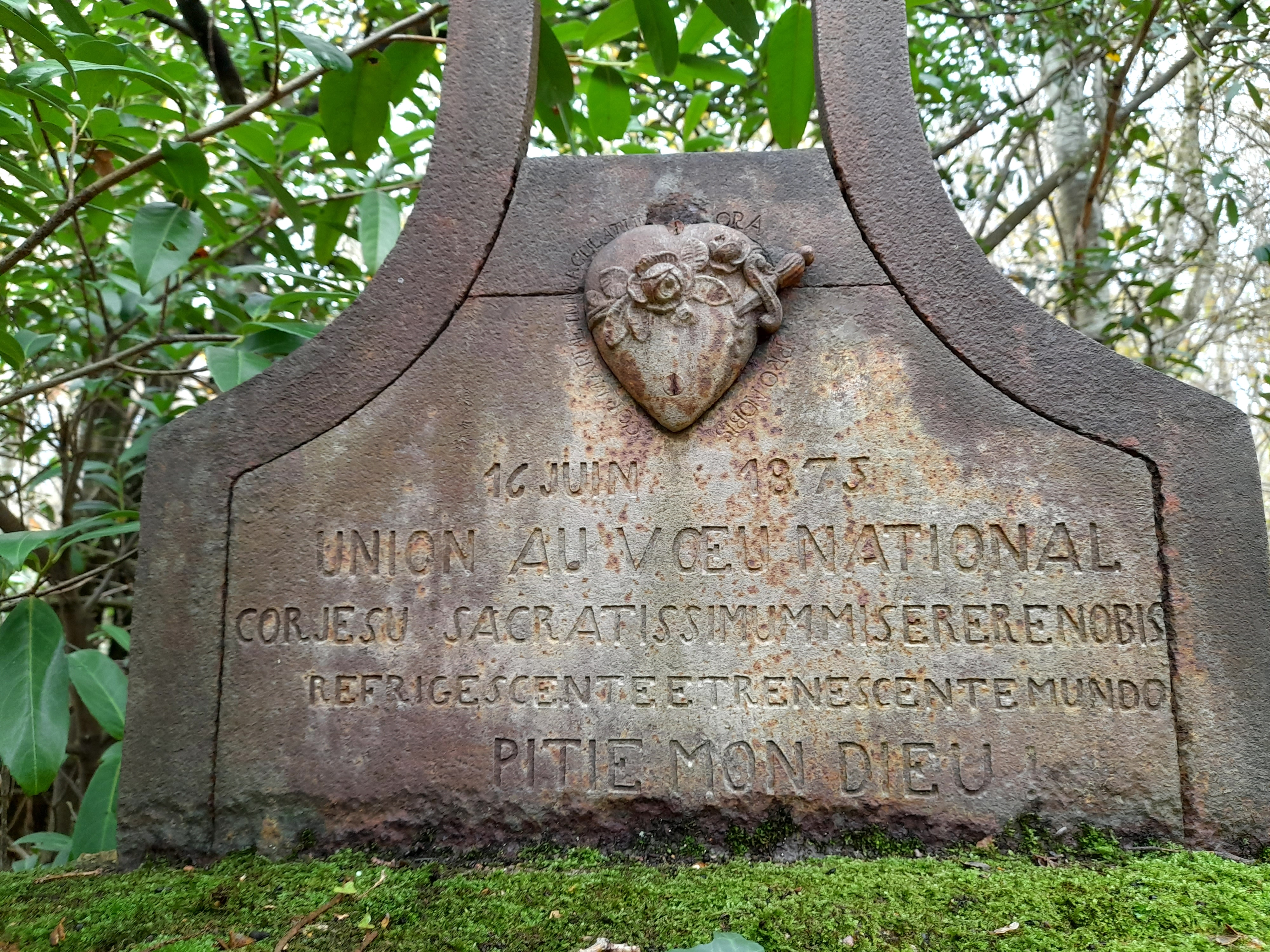
Texte grave dans la fonte de la croix latine, côté Magdelon

À la lecture de ces inscriptions, on peut penser que l’abbé Choisnard n’avait peut-être pas la conscience tranquille…
Les textes suivants sont extraits de la minute du procès, consultable aux Archives Départementales d’Indre-et-Loire. Le dossier de procédure est coté 2U 577 et l’arrêt de la cour 2U 73.
Depuis quelque temps, des bruits couraient sur l’attitude suspecte du curé à l’égard des enfants. La femme Jamain, qui faisait réciter le catéchisme, avait eu vent de ses pratiques mais pour y croire, il lui fallait une preuve. Une fillette audacieuse, prétextant un jeu futile, coupa des poils pubiens du curé et les lui apporta. Ce sera la pièce à conviction du procès.
Le jeudi 22 février 1877, alors qu’il allait défendre sa cause devant le Procureur de la République, l’abbé Choisnard est arrêté et écroué, inculpé d’attentats à la pudeur.
Dans le réquisitoire, “Il avoue les faits matériels tout en affirmant qu’ils ont eu pour cause, non le sensualisme mais la tendance de son esprit investigateur, qui cherche partout la vérité et qui a voulu se rendre compte des pensées, des sentiments, des sensations des enfants. Ces actes étaient pour lui un moyen sensible de constater l’honnêteté ou la perversité des enfants.”
Douze filles et six garçons sont concernés. Neuf filles et quatre garçons acceptent de parler, les autres sont restés muets. “La honte les empêche de parler et la justice n’a pas voulu déchirer le voile sous lequel ils cachent un passé qui les humilient” dira un magistrat.
L’expertise du Docteur Danner, aliéniste, précise “Les actes immondes commis par l’abbé Choisnard n’ont pas eu un but spéculatif et savant mais bien la satisfaction de ses passions honteuses. Cet homme a le sens moral affaibli, perdu, mais il n’est pas aliéné. Le but qu’il assigne à ces actes prouve qu’il manque de jugement mais sa tenue convenable, la vivacité de sa mémoire, la justesse et la précision de ses réponses, l’habileté de sa défense empruntée à une cause récente et tristement célèbre, démontrent qu’il est pleinement responsable de ses actes.”
Paul décrit la jeunesse de Léon : “Mon frère a fait la plus grande partie de ses études au Collège Royal de Vannes. À 16 ans, il se préparait à l’École Polytechnique et il était considéré comme un sujet brillant. Après sa sortie du collège, il s’est fait recevoir à l’École Centrale puis il a désiré aller à Grignon où il est resté peut-être deux mois. Il est ensuite entré à la pension Saint-Louis comme professeur pour se préparer au Grand Séminaire sans avoir une idée bien arrêtée. Cependant, c’est lui qui a voulu entrer au séminaire. Dans ma famille on l’en aurait plutôt détourné. L’ancien supérieur du Grand Séminaire Mr Baudier, a manifesté à mon père qu’il regrettait d’avoir admis Léon dans les ordres à cause de sa tête, de son entêtement, de son peu de suite dans les idées, ce qui lui donnait des inquiétudes. Il ajoutait qu’il ne l’aurait pas admis s’il l’avait connu davantage.”
Edmond, son autre frère, ajoute : “J’ai toujours connu mon frère pour être très original et bizarre, ayant des idées à lui, des idées fixes, notamment cette idée de vérité qu’il exprimait sans cesse, des idées différentes des autres personnes sur un grand nombre de sujets. Sa ténacité se manifestait surtout dans la théologie. Il était extrêmement scrupuleux en matière de mœurs.”
Victor Foucheaux, sabotier et sacristain de Crotelles le dépeint en février 1877 : “Il était aussi bizarre dans sa conversation que dans ses sermons. Il prêchait toujours longtemps, de trois quarts d’heure à une heure. Il traitait ses paroissiens de sots, sauvages, tiers d’hommes, d’ombre d’hommes, il parlait souvent de vierges folles. Il disait aussi je suis l’homme de la vérité, je garde haut la vérité. Ses sermons n’avaient souvent aucune signification. À l’autel, il paraissait très pieux. Il avait fait élever une croix en fer dédiée au Sacré Cœur. Il en faisait construire une autre en bois que vous avez dans la cour en entrant, le tout à ses frais. Il voulait en élever quatre ou cinq autres et plus tard agrandir l’église.”
C’est donc Léon Choisnard qui fait ériger la croix latine en fer de son vivant. Il lui importait d’être en “union au vœu national” avec la pose de la première pierre de la basilique du Sacré-Cœur de Montmartre le 16 juin 1875, “en action de grâce et en expiation des crimes de la Commune”.
Mais est-ce bien sur la Pierre à vinaigre que la croix fut élevée en 1875 ? La personnalité de l’abbé Choisnard n’incite guère à croire qu’il soit allé planter cette croix, porteuse de symboles qui lui étaient très chers, à un kilomètre du bourg, au milieu des bois.
L’abbé Choisnard ayant tout avoué, le procès va se dérouler trois semaines plus tard, à huis clos, en Cour d’Assises d’Indre-et-Loire. Le 15 mars 1877, il est condamné à “15 années de travaux forcés pour attentats à la pudeur sans violence.”
Toute la presse anticléricale se déchaîne. Le journal d’Indre-et-Loire (page 2, colonne 2) est plus discret, quant au Messager d’Indre-et-Loire, il ne parle que de l’affaire Ch.
Son frère Paul, dans sa déposition, disait de lui “Il rêvait à une certaine époque de s’en aller dans une île déserte fonder une espèce de colonie robinsonique…”
L’île ne sera pas déserte. Il embarque sur le Navarin le 10 octobre 1877 et arrive au bagne de Nouvelle-Calédonie le 24 janvier 1878. Sa peine sera de courte durée puisqu’il décède le 20 mars 1878 (page 49), d’une dysenterie aiguë.
Enfin, après ces évènements, il était intéressant de suivre la vie adulte de ces dix-huit enfants. Hormis une fille qui décède à 16 ans, ils se marient et ont des descendants, sauf un… qui devient curé.